# Eustala eleuthera
Eustala eleuthera là một loài nhện trong họ Araneidae.
Loài này thuộc chi Eustala. Eustala eleuthera được Herbert Walter Levi miêu tả năm 1977.